# اچ‌ام‌ای‌اس برنی
اچ‌ام‌ای‌اس برنی (به انگلیسی: HMAS Burnie) یک کشتی است که طول آن ۱۸۶ فوت (۵۷ متر) می‌باشد. این کشتی در سال ۱۹۴۰ ساخته شد.